# Metroul din Varșovia
Metroul din Varșovia este unul dintre cele mai noi sisteme de metrou din Europa și până acum singurul de pe teritoriul Poloniei. A fost deschis în 1995 și constă dintr-o linie care traversează partea vestică a orașului de la nord la sud. Aceasta este încă în construcție și conectează cele mai dens populate suburbii cu centrul Varșoviei. Există planuri de a construi mai multe linii când prima va fi completată.
Pe lângă sistemul de metrou, în Varșovia mai există și patru linii de trenuri rapide urbane.

## Linii
| Linie | Culoare  | Rută                              | Deschidere | km exploatate | km construite | Lungime (plănuită) | Totalul stațiunilor |
| ----- | -------- | --------------------------------- | ---------- | ------------- | ------------- | ------------------ | ------------------- |
| M1    | albastru | Kabaty↔ Młociny                   | 1995-2008  | 23 km         | 0 km          | 23 km              | 23                  |
| M2    | roșu     | Połczyńska↔Bródno Stadion↔ Gocław | 2015-2017  | 7 km          | 0 km          | 31 km              | 28                  |